# Brottning vid olympiska sommarspelen 2020
Brottning vid olympiska sommarspelen 2020 arrangerades mellan 1 och 7 augusti 2021 i Makuhari Messe i Tokyo i Japan. På programmet fanns sex grenar i fristil för damer, sex grenar i fristil för herrar och sex grenar i grekisk-romersk stil för herrar. Därmed såg programmet likadant ut som i OS 2016, förutom att justeringar av tillåten vikt i grenarna gjordes.
Tävlingarna skulle ursprungligen ha hållits mellan 2 och 8 augusti 2020 men de blev uppskjutna på grund av Covid-19-pandemin.

## Medaljsammanfattning
| Damer, fristil    | Guld                         | Silver                         | Brons                            |
| 50 kg Detaljer... | Yui Susaki Japan             | Sun Yanan Kina                 | Marija Stadnik Azerbajdzjan      |
| 50 kg Detaljer... | Yui Susaki Japan             | Sun Yanan Kina                 | Sarah Hildebrandt USA            |
| 53 kg Detaljer... | Mayu Mukaida Japan           | Pang Qianyu Kina               | Vanesa Kaladzinskaja Belarus     |
| 53 kg Detaljer... | Mayu Mukaida Japan           | Pang Qianyu Kina               | Bat-Otjiryn Bolortuja Mongoliet  |
| 57 kg Detaljer... | Risako Kawai Japan           | Irina Kuratjkina Belarus       | Helen Maroulis USA               |
| 57 kg Detaljer... | Risako Kawai Japan           | Irina Kuratjkina Belarus       | Evelina Nikolova Bulgarien       |
| 62 kg Detaljer... | Yukako Kawai Japan           | Aisuluu Tynybekova Kirgizistan | Iryna Koljadenko Ukraina         |
| 62 kg Detaljer... | Yukako Kawai Japan           | Aisuluu Tynybekova Kirgizistan | Tajbe Jusein Bulgarien           |
| 68 kg Detaljer... | Tamyra Mensah USA            | Blessing Oborududu Nigeria     | Alla Tjerkasova Ukraina          |
| 68 kg Detaljer... | Tamyra Mensah USA            | Blessing Oborududu Nigeria     | Meerim Zjumanazarova Kirgizistan |
| 76 kg Detaljer... | Aline Rotter-Focken Tyskland | Adeline Gray USA               | Yasemin Adar Turkiet             |
| 76 kg Detaljer... | Aline Rotter-Focken Tyskland | Adeline Gray USA               | Zhou Qian Kina                   |

| Herrar, fristil    | Guld                      | Silver                               | Brons                           |
| 57 kg Detaljer...  | Zaur Ugujev ROC           | Ravi Kumar Indien                    | Nurislam Sanajev Kazakstan      |
| 57 kg Detaljer...  | Zaur Ugujev ROC           | Ravi Kumar Indien                    | Thomas Gilman USA               |
| 65 kg Detaljer...  | Takuto Otoguro Japan      | Haji Alijev Azerbajdzjan             | Gadzjimurad Rasjidov ROC        |
| 65 kg Detaljer...  | Takuto Otoguro Japan      | Haji Alijev Azerbajdzjan             | Bajrang Punia Indien            |
| 74 kg Detaljer...  | Zaurbek Sidakov ROC       | Mahamedchabib Kadzimahamedaŭ Belarus | Kyle Dake USA                   |
| 74 kg Detaljer...  | Zaurbek Sidakov ROC       | Mahamedchabib Kadzimahamedaŭ Belarus | Bekzod Abdurachmonov Uzbekistan |
| 86 kg Detaljer...  | David Morris Taylor USA   | Hassan Yazdani Iran                  | Artur Najfonov ROC              |
| 86 kg Detaljer...  | David Morris Taylor USA   | Hassan Yazdani Iran                  | Myles Amine San Marino          |
| 97 kg Detaljer...  | Abdulrasjid Sadulajev ROC | Kyle Snyder USA                      | Reineris Salas Kuba             |
| 97 kg Detaljer...  | Abdulrasjid Sadulajev ROC | Kyle Snyder USA                      | Abraham Conyedo Italien         |
| 125 kg Detaljer... | Gable Steveson USA        | Geno Petriasjvili Georgien           | Amir Hossein Zare Iran          |
| 125 kg Detaljer... | Gable Steveson USA        | Geno Petriasjvili Georgien           | Taha Akgül Turkiet              |

| Herrar, grekisk-romersk stil | Guld                      | Silver                       | Brons                            |
| 60 kg Detaljer...            | Luis Orta Kuba            | Kenichiro Fumita Japan       | Walihan Sailike Kina             |
| 60 kg Detaljer...            | Luis Orta Kuba            | Kenichiro Fumita Japan       | Sergej Jemelin ROC               |
| 67 kg Detaljer...            | Mohammad Reza Geraei Iran | Parviz Nasibov Ukraina       | Frank Stäbler Tyskland           |
| 67 kg Detaljer...            | Mohammad Reza Geraei Iran | Parviz Nasibov Ukraina       | Mohamed Ibrahim El-Sayed Egypten |
| 77 kg Detaljer...            | Tamás Lőrincz Ungern      | Akzjol Machmudov Kirgizistan | Shohei Yabiku Japan              |
| 77 kg Detaljer...            | Tamás Lőrincz Ungern      | Akzjol Machmudov Kirgizistan | Rafiq Hüseynov Azerbajdzjan      |
| 87 kg Detaljer...            | Zhan Beleniuk Ukraina     | Viktor Lőrincz Ungern        | Denis Kudla Tyskland             |
| 87 kg Detaljer...            | Zhan Beleniuk Ukraina     | Viktor Lőrincz Ungern        | Zurab Datunasjvili Serbien       |
| 97 kg Detaljer...            | Musa Jevlojev ROC         | Artur Aleksanjan Armenien    | Tadeusz Michalik Polen           |
| 97 kg Detaljer...            | Musa Jevlojev ROC         | Artur Aleksanjan Armenien    | Mohammad Hadi Saravi Iran        |
| 130 kg Detaljer...           | Mijaín López Kuba         | Iakob Kadzjaia Georgien      | Rıza Kayaalp Turkiet             |
| 130 kg Detaljer...           | Mijaín López Kuba         | Iakob Kadzjaia Georgien      | Sergej Semenov ROC               |

Denna tabell: visa • redigera

## Medaljtabell
| Pl.    | Nation       | Guld | Silver | Brons | Totalt |
| ------ | ------------ | ---- | ------ | ----- | ------ |
| 1      | Japan        | 5    | 1      | 1     | 7      |
| 2      | ROC          | 4    | 0      | 4     | 8      |
| 3      | USA          | 3    | 2      | 4     | 9      |
| 4      | Kuba         | 2    | 0      | 1     | 3      |
| 5      | Iran         | 1    | 1      | 2     | 4      |
| 5      | Ukraina      | 1    | 1      | 2     | 4      |
| 7      | Ungern       | 1    | 1      | 0     | 2      |
| 8      | Tyskland     | 1    | 0      | 2     | 3      |
| 9      | Kina         | 0    | 2      | 2     | 4      |
| 10     | Belarus      | 0    | 2      | 1     | 3      |
| 10     | Kirgizistan  | 0    | 2      | 1     | 3      |
| 12     | Georgien     | 0    | 2      | 0     | 2      |
| 13     | Azerbajdzjan | 0    | 1      | 2     | 3      |
| 14     | Indien       | 0    | 1      | 1     | 2      |
| 15     | Armenien     | 0    | 1      | 0     | 1      |
| 15     | Nigeria      | 0    | 1      | 0     | 1      |
| 17     | Turkiet      | 0    | 0      | 3     | 3      |
| 18     | Bulgarien    | 0    | 0      | 2     | 2      |
| 19     | Egypten      | 0    | 0      | 1     | 1      |
| 19     | Italien      | 0    | 0      | 1     | 1      |
| 19     | Kazakstan    | 0    | 0      | 1     | 1      |
| 19     | Mongoliet    | 0    | 0      | 1     | 1      |
| 19     | Polen        | 0    | 0      | 1     | 1      |
| 19     | San Marino   | 0    | 0      | 1     | 1      |
| 19     | Serbien      | 0    | 0      | 1     | 1      |
| 19     | Uzbekistan   | 0    | 0      | 1     | 1      |
| Totalt | Totalt       | 18   | 18     | 36    | 72     |

### Fotnoter
1. ↑  (16 juni 2021). Wrestling Competition Schedule. Arkiverad 4 juli 2021 hämtat från the Wayback Machine. olympics.com. Läst 24 juni 2021.
2. ↑  Wrestling. tokyo2020.org. Läst 9 oktober 2019.
3. ↑  (Program från 31 juli 2019). Olympic Competition Schedule. tokyo2020.org. Läst 7 oktober 2019.
4. ↑  (30 mars 2020). IOC, IPC, Tokyo 2020 Organising Committee and Tokyo Metropolitan Government announce new dates for the Olympic and Paralympic Games Tokyo 2020. IOK. Läst 24 juni 2021.
5. ↑  (7 augusti 2021). Wrestling – Women's Freestyle 50kg – Medallists. olympics.com. Läst 7 augusti 2021.
6. ↑  (6 augusti 2021). Wrestling – Women's Freestyle 53kg – Medallists. olympics.com. Läst 6 augusti 2021.
7. ↑  (5 augusti 2021). Wrestling – Women's Freestyle 57kg – Medallists. olympics.com. Läst 5 augusti 2021.
8. ↑  (4 augusti 2021). Wrestling – Women's Freestyle 62kg – Medallists. olympics.com. Läst 4 augusti 2021.
9. ↑  (3 augusti 2021). Wrestling – Women's Freestyle 68kg – Medallists. olympics.com. Läst 3 augusti 2021.
10. ↑  (2 augusti 2021). Wrestling – Women's Freestyle 76kg – Medallists. olympics.com. Läst 2 augusti 2021.
11. ↑  (5 augusti 2021). Wrestling – Men's Freestyle 57kg – Medallists. olympics.com. Läst 5 augusti 2021.
12. ↑  (7 augusti 2021). Wrestling – Men's Freestyle 65kg – Medallists. olympics.com. Läst 7 augusti 2021.
13. ↑  (6 augusti 2021). Wrestling – Men's Freestyle 74kg – Medallists. olympics.com. Läst 6 augusti 2021.
14. ↑  (5 augusti 2021). Wrestling – Men's Freestyle 86kg – Medallists. olympics.com. Läst 5 augusti 2021.
15. ↑  (7 augusti 2021). Wrestling – Men's Freestyle 97kg – Medallists. olympics.com. Läst 7 augusti 2021.
16. ↑  (6 augusti 2021). Wrestling – Men's Freestyle 125kg – Medallists. olympics.com. Läst 6 augusti 2021.
17. ↑  (2 augusti 2021). Wrestling – Men's Greco-Roman 60kg – Medallists. olympics.com. Läst 2 augusti 2021.
18. ↑  (4 augusti 2021). Wrestling – Men's Greco-Roman 67kg – Medallists. olympics.com. Läst 4 augusti 2021.
19. ↑  (3 augusti 2021). Wrestling – Men's Greco-Roman 77kg – Medallists. olympics.com. Läst 3 augusti 2021.
20. ↑  (4 augusti 2021). Wrestling – Men's Greco-Roman 87kg – Medallists. olympics.com. Läst 4 augusti 2021.
21. ↑  (3 augusti 2021). Wrestling – Men's Greco-Roman 97kg – Medallists. olympics.com. Läst 3 augusti 2021.
22. ↑  (2 augusti 2021). Wrestling – Men's Greco-Roman 130kg – Medallists. olympics.com. Läst 2 augusti 2021.